# Haymarket (metropolitana del Tyne and Wear)
Haymarket è una stazione della metropolitana del Tyne and Wear, situata sulla tratta comune delle linee Gialla e Verde.

## Storia
La stazione costituì il capolinea della rete metropolitana, quando la prima tratta fu aperta nel 1980. I treni vuoti effettuavano l'inversione di marcia utilizzando un'asta di manovra tra Haymarket e Monument. Questa tuttavia fu una misura temporanea, in quanto l'anno seguente la rete fu estesa verso sud attraverso il centro cittadino fino a Heworth. Il primo treno che partì da Haymarket diretto a Tynemouth effettuò servizio l'11 agosto 1980. Per costruire la stazione, diversi edifici furono abbattuti, tra cui un negozio di abbigliamento Greenwood, una sala giochi Nobles, e il vecchio cinema Tatler.

## Strutture e impianti
Come tutte le stazioni del centro cittadino, è sotterranea; Haymarket, in particolare, è la stazione più profonda della rete Metro: la vecchia scala conta infatti 105 gradini.
Il design ha prodotto mura curvate e soffitti che creano spazi più aperti e luminosi. I pannelli bianchi sono inframmezzati da bande colorate introdotte dagli artisti che lavoravano insieme a ingegneri e architetti. Tutti i caratteri distintivi della rete Metro sono stati preservati, con il nome della stazione "Haymarket", in caratteri giganti, a cui è stato dato un nuovo look ed è stato mantenuto il carattere simbolo Calvert per le scritte.
Haymarket è la stazione più vicina all'Università di Newcastle, al Campus Ovest dell'Università del Northumbria, al Civic Centre e alla grande area commerciale che circonda Northumberland Street.